# Saint-Benoît (Réunion)
Saint-Benoît is een gemeente in Réunion en telt 33.200 inwoners (2005). De oppervlakte bedraagt 229,61 km², de bevolkingsdichtheid is 145 inwoners per km².
Saint-Benoît ligt aan de monding van de rivier Les Marsouins.
De gemeente strekt zich uit van aan de kust tot het centrum van het eiland, nabij de slapende vulkaan Piton des Neiges. Een groot deel van de gemeente is beschermd natuurgebied als Nationaal Park Réunion.

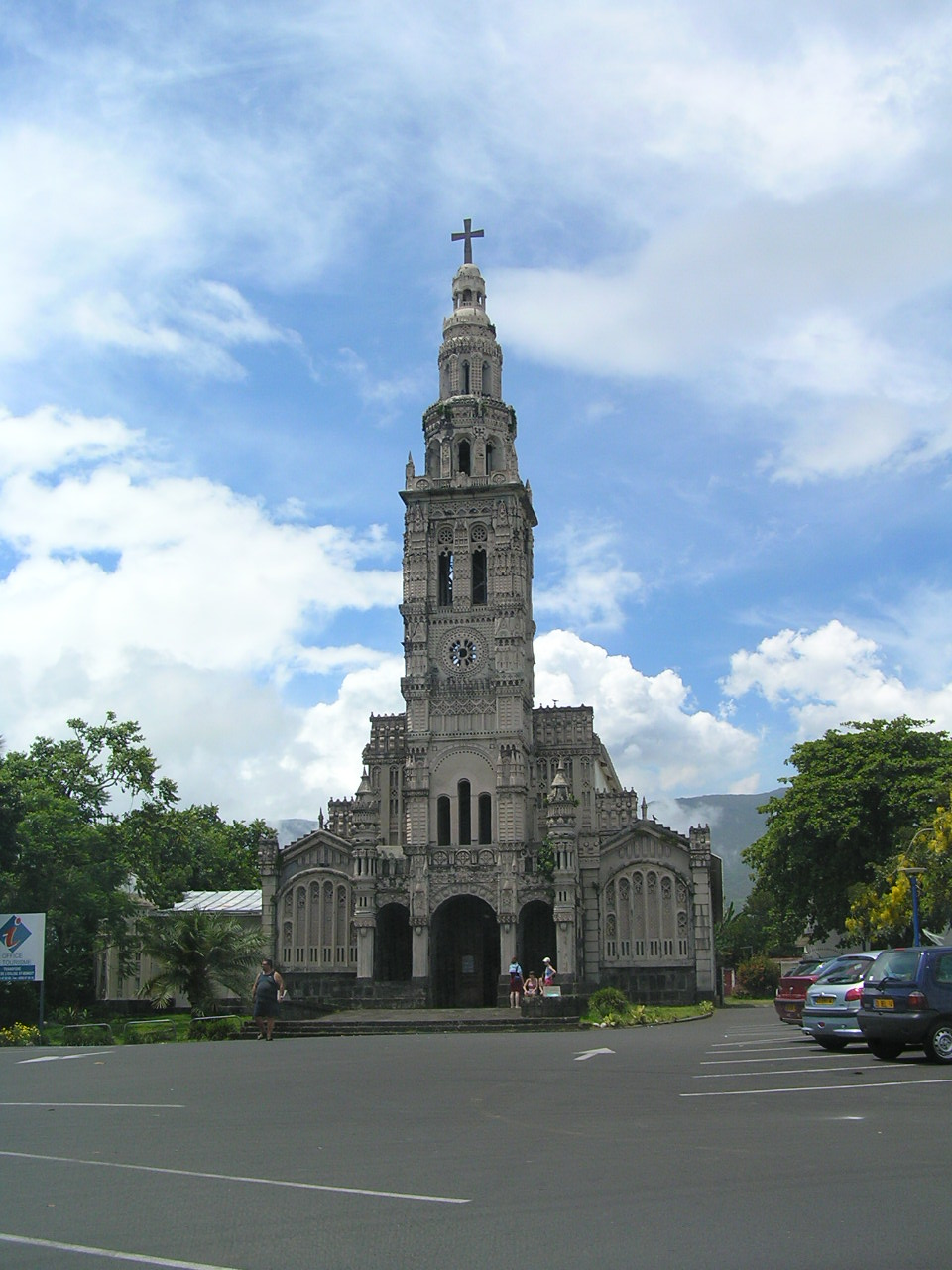
Kerk Sainte-Anne
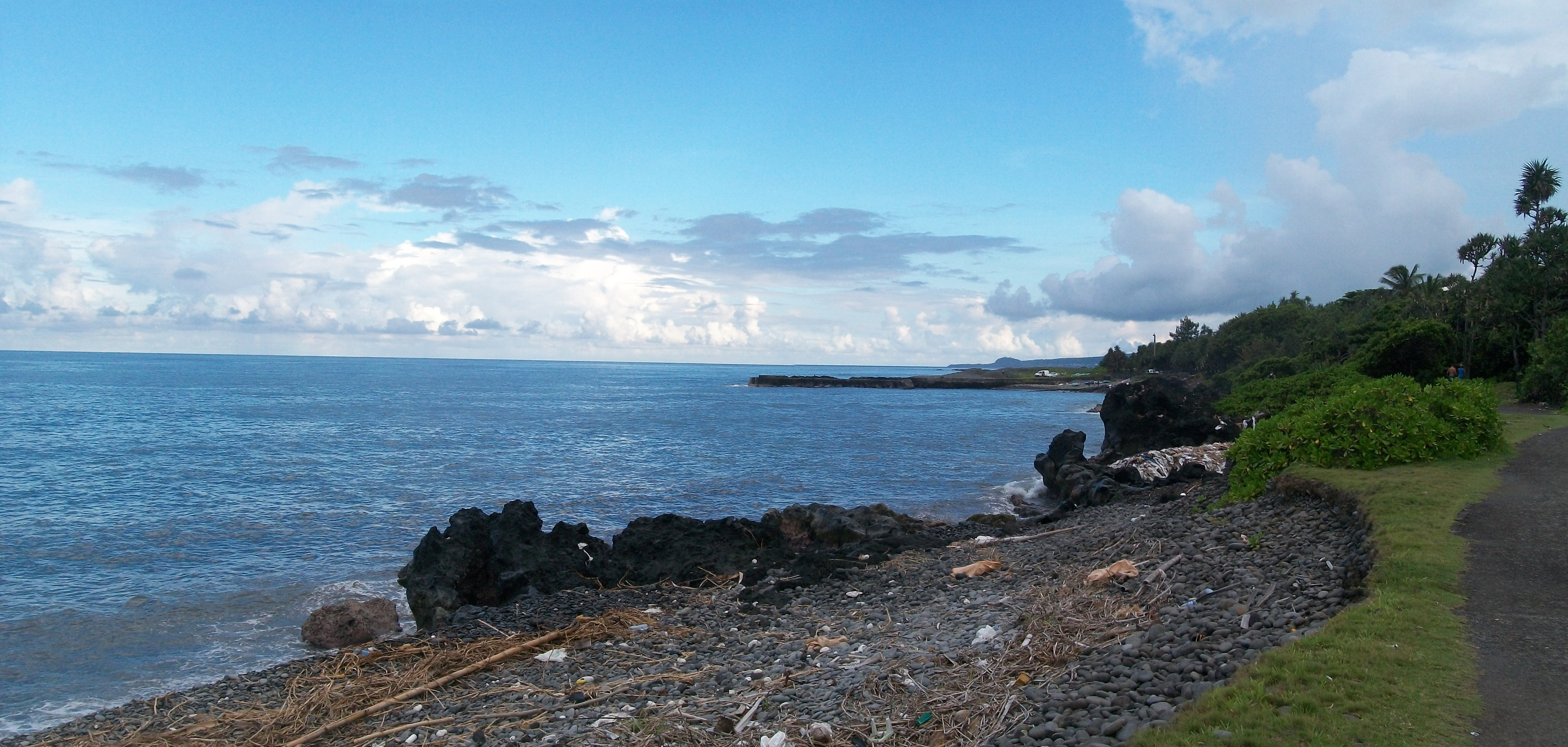
Haven van Dubutor
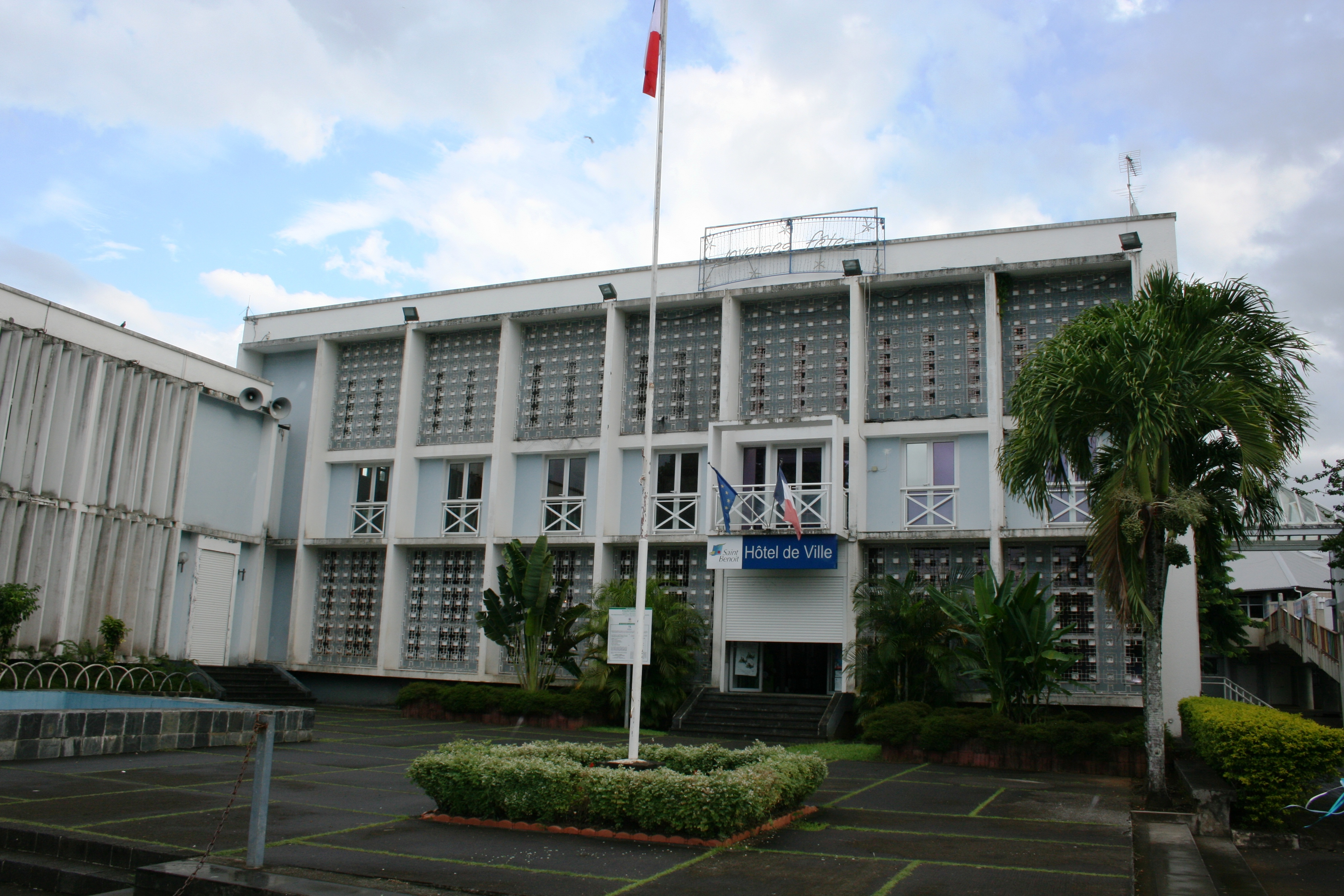
Hôtel de ville